# Pitum Keil do Amaral
Francisco Pires Keil do Amaral ou Pitum Keil do Amaral (Lisboa, 15 de março de 1935), é um arquiteto português.
Personalidade multifacetada, Pitum Keil do Amaral tem dividido a sua atividade entre a arquitetura e uma grande diversidade de outras áreas. Dedicou-se ao ensino, à ilustração, e também, embora de forma mais esporádica, ao cinema, teatro e televisão (onde pode destacar-se a sua participação no programa A Visita da Cornélia).

## Biografia; obra

Madeira, 1969

Filho de Maria Keil e Francisco Keil do Amaral. Fez o curso de Ciências Pedagógicas na Universidade de Coimbra (1957) e formou-se em arquitetura na Escola de Belas-Artes de Lisboa em 1961.
Exerce a arquitetura em  profissão liberal desde 1958. Arquiteto na Metalúrgica Duarte Ferreira (1958-1967). Foi um dos principais colaboradores do Gabinete de Planeamento Urbano da Câmara Municipal do Funchal (1969-1970) e também do gabinete de Planeamento Territorial do Distrito de Ponta Delgada, S. Miguel, Açores (1973-1974), dirigidos pelo arquiteto José Rafael Botelho. Coordenador de uma equipa S.A.A.L. do Fundo de Fomento da Habitação, para a recuperação de três bairros degradados do Concelho de Loures (1974-1976), de uma equipa que estudou a renovação do Bairro do Castelo em Lamego (1977-1978), e de uma equipa que estudou o plano de salvaguarda da vila de Castelo Mendo (1978).
Entre 1978 e 1984 foi cooperante na República Popular de Moçambique, primeiro na Direção Nacional de Habitação, depois como especialista das Nações Unidas, nesse mesmo organismo e na Secretaria de Estado da Cultura.
Coordenador de uma equipa que estudou o plano de salvaguarda da vila de Castelo Bom (1986). Chefe da Divisão de Estudos e Projetos, e técnico do Gabinete de Estudos Especiais da Câmara Municipal de Loures (1986-1994). Chefe de Divisão nos Serviços Técnicos da Câmara Municipal de Nelas (1994-2005).
Fez algumas incursões pelo teatro amador, como autor, ator e encenador. Participou como ator em dois filmes do realizador José Fonseca e Costa: Kilas, o mau da fita e Os cornos de Cronos. Participou em programas de TV (geralmente com a colaboração da família) como o concurso A Visita da Cornélia (que lhe deu particular visibilidade), A loja do Mestre André, Vamos dormir e Histórias de encantar. Foi um dos fundadores da associação cultural A Casa Velha, em Maputo, e A Vacaria Prodigiosa, em Sacavém. Foi um dos participantes (com Lourdes Castro e René Bértholo, entre outros) da «fotonovela» O amor que purifica.
Organizou exposições e instalações de arte, arquitetura e outros temas, nomeadamente uma exposição itinerante sobre a história da bandeira portuguesa, intitulada Em busca da bandeira da República.
Foi professor do Ensino Preparatório (1957-1960). Professor Assistente do curso de arquitetura da Escola Superior de Belas-Artes de Lisboa (1971-1972). Professor do curso de arquitetura da Universidade Católica Portuguesa, polo de Viseu (2004-2010).
É Presidente do Secretariado do Núcleo de Arquitetos da Região de Viseu, Ordem dos Arquitetos (desde 2008).

## Algumas publicações[7]
- Amaral, Pitum Keil do – Subsídios para o conhecimento da ilha da Madeira, coligidos no "Elucidário madeirense" e ilustrados por Pitum, em 1969. Funchal: Edição do autor, 1970.[8]
- Amaral, Pitum Keil do – O Zbiriguidófilo e outras histórias. Porto: edições ASA, 1991. ISBN 972-41-0922-4
- Amaral, Francisco Pires Keil do; Silva, José Antunes da; Ferreira, Raúl Hestnes – Keil Amaral : arquitecto, 1910-1975. Lisboa: Associação dos Arquitetos Portugueses, 1992.
- Amaral, Francisco Pires Keil; Santa-Bárbara, José – Mobiliário urbano em Portugal. Mirandela: João Azevedo Editor, 2002. ISBN 972-9001-56-1
- Amaral, Francisco Keil do; Amaral, Pitum Keil do – Keil do Amaral Humor de Arquitecto. Lisboa: Argumentum Editora, 2010. ISBN 978-972-8479-70-1
- Keil Amaral, Pitum (e a Ovelha do Restolho) – Crónicas da Província para Arquitectos mas não só. Lisboa: Argumentum; Ordem dos Arquitectos, 2019. ISBN 9789898885081[9]

Entre as suas diversas publicações em revistas especializadas – como Hogar y Arquitectura, Arquitectura, Jornal Arquitectos, Arquitectura e construção –, pode destacar-se, por exemplo: Amaral, Francisco Pires Keil do – "Alguns trabalhos de Marcelo Costa". Arquitectura, Lisboa, nº 120 ( Março-Abril 1971), p. 49-58
Do seu trabalho de desenho de humor e ilustração podem destacar-se, para além dos Subsídios para o conhecimento da ilha da Madeira... (1970), a sua colaboração para o jornal Comércio do Funchal ou as ilustrações para Uma Mão Cheia de Nada Outra de Coisa Nenhuma, de Irene Lisboa (Portugália Editora, Lisboa, 1955; 2ªed., Porto: Figueirinhas, 1978), e Aqui havia uma casa de Ilse Losa (Lisboa: Portugália, 1955).